# Liste der Landschaftsschutzgebiete im Landkreis Emmendingen
Im Landkreis Emmendingen gibt es 18 Landschaftsschutzgebiete. Nach der Schutzgebietsstatistik der Landesanstalt für Umwelt, Messungen und Naturschutz Baden-Württemberg (LUBW) stehen 10.511,49 Hektar der Landkreisfläche unter Landschaftsschutz, das sind 15,46 Prozent.
| Name                                | Bild | Kennung               | Einzelheiten | Position | Fläche Hektar | Datum         |
| ----------------------------------- | ---- | --------------------- | --- | -------- | ------------- | ------------- |
| Tennenbachertal                     |      | 3.16.001 WDPA: 325139 | Freiamt Landschaftlich unberührtes Wiesental mit Klosterkapelle. | ⊙        | 28,1          | 23. Sep. 1938 |
| Kastellberg bei Waldkirch           |      | 3.16.002 WDPA: 322067 | Waldkirch Umgebung der Kastelburg-Ruine und bewaldeter felsiger Steilabhang gegen die Stadt. | ⊙        | 8,4           | 23. Sep. 1938 |
| Landeck und Hochburg                |      | 3.16.003 WDPA: 322401 | Emmendingen, Teningen Bemerkenswerte Burgruinen. (Landeck, Hochburg) | ⊙        | 37,2          | 23. Sep. 1938 |
| Simonswälder Tal                    |      | 3.16.004 WDPA: 324580 | Gutach im Breisgau, Simonswald Wildbachtal mit schönen Kultur- und Naturlandschaften; Tal der Wildgutach und ihr Einzugsgebiet von Dreistegen bis Obersimonswald mit Zweribach, Simmelberg und Hintereck. | ⊙        | 6.089,6       | 17. Aug. 1942 |
| Rheinwald „Taubergießen“            |      | 3.16.005 WDPA: 323878 | Rheinhausen im Breisgau Letzte Reste der Rheinauenlandschaft mit gut erhaltenem Weich- und Hartholzauenwald, durchflossen von Altrheinen und Gießen mit interessanten Wasserpflanzen- und Ufersaumgesellschaften; Brutgebiete der Reiherente. | ⊙        | 70,7          | 11. Juni 1955 |
| Lichteneck                          |      | 3.16.006 WDPA: 322596 | Kenzingen Umgebung der auf einem gegen die Rheinebene vorgeschobenen Hügel gelegenen Burgruine Lichteneck. | ⊙        | 17,7          | 24. Apr. 1967 |
| Johanniterwald                      | BW   | 3.16.008 WDPA: 323044 | Kenzingen, Rheinhausen im Breisgau Naturnaher Auenwald mit standortgerechter Baumartenzusammensetzung als Brut- und Nahrungsbiotop einer schützenswerten Vogelwelt mit seltenen, zum Teil vom Aussterben bedrohten Vogelarten. Ergänzungsflächen zum gleichnamigen Naturschutzgebiet. | ⊙        | 96,0          | 27. Sep. 1979 |
| Neuershausener Mooswald             | BW   | 3.16.009 WDPA: 323192 | Teningen Naturnaher Auenwald. | ⊙        | 22,2          | 27. Sep. 1979 |
| Mauracher Berg                      |      | 3.16.010 WDPA: 323191 | Denzlingen Naherholungsgebiet geprägt durch den Wechsel von Wald und herkömmlichen landwirtschaftlichen Nutzungsformen; Aussichtspunkt auf Schwarzwald, Breisgauer Bucht, Rheinebene, Kaiserstuhl und Vogesen. | ⊙        | 43,0          | 1. Aug. 1979  |
| Kahlenberg                          | BW   | 3.16.011 WDPA: 322027 | Herbolzheim Bewaldete Kuppe des Kahlenberges inmitten weiter Rebflächen; die Vielfalt und Schönheit der Landschaft und damit der Erholungswert sollen gesichert werden. | ⊙        | 0,3           | 11. Okt. 1982 |
| Hinteres Bleichtal                  |      | 3.16.012 WDPA: 322028 | Herbolzheim, Kenzingen, Freiamt Landschaftlich reizvolle Tallandschaft der Hinteren Bleiche und Nebenbächen; attraktiver Naherholungsraum mit besonderem Erholungswert. | ⊙        | 2.519,9       | 10. März 1986 |
| Elzwiesen                           |      | 3.16.013 WDPA: 321622 | Herbolzheim, Kenzingen, Rheinhausen im Breisgau Als Ergänzung zum gleichnamigen Naturschutzgebiet sollen die landwirtschaftlich genutzten Flächen als Nahrungs- evtl. auch als Brutbiotop erhalten werden; ferner sollen schädliche Einwirkungen auf das NSG verhindert werden. | ⊙        | 189,8         | 25. März 2004 |
| Hüttenbühl                          | BW   | 3.16.014 WDPA: 320620 | Herbolzheim Landschaftscharakteristisches Gebiet der Vorbergzone mit Kalksteinbruch, bewaldetem Hang, Hohlwegen und Hecken; Erholungsgebiet. | ⊙        | 18,6          | 20. Jan. 1994 |
| Rohrhardsberg-Obere Elz             |      | 3.16.015 WDPA: 323933 | Elzach, Simonswald Schutzzweck des Landschaftsschutzgebietes ist insbesondere die Sicherung des gleichnamigen Naturschutzgebietes vor Beeinträchtigungen sowie die Verwirklichung seines Schutzzwecks, nämlich die Anpassung der Freizeit- und Erholungsnutzung an die Ziele des Naturschutzes auf der Grundlage des „Integralen Modellprojekts Rohrhardsberg/Martinskapelle“, die Erhaltung und Entwicklung naturnaher Bergmischwälder sowie die Erhaltung und naturnahe Gestaltung der nicht bewaldeten Bereiche. | ⊙        | 91,7          | 18. Dez. 1997 |
| Rheinniederung Wyhl-Weisweil        |      | 3.16.016 WDPA: 318983 | Weisweil, Wyhl Offene Feldflur aus Streuobstwiesen, Grünland- und Brachflächen, Äckern, Fließgewässern, sonstigen Wasserflächen und Gehölzen; Sicherung des gleichnamigen Naturschutzgebietes vor Beeinträchtigungen und schädlichen Einflüssen aus der Umgebung; landwirtschaftlich geprägte und weitläufige Auenlandschaft mit ihren auf die ehemaligen Rheinüberflutungen zurückgehenden Geländeformen. | ⊙        | 133,4         | 20. Feb. 1998 |
| Kohlenbach                          | BW   | 3.16.017 WDPA: 323860 | Waldkirch Naturhafte und reizvolle Tallandschaft als Lebensraum artenreicher Tier- und Pflanzengemeinschaften und attraktiver Naherholungsraum für die Allgemeinheit. | ⊙        | 635,3         | 5. Nov. 1998  |
| Mooswald                            |      | 3.16.018 WDPA: 378636 | Vörstetten | ⊙        | 231,3         | 24. Mai 2006  |
| Yacher Zinken                       |      | 3.16.019 WDPA: 320409 | Elzach Sicherung des gleichnamigen Naturschutzgebiets vor Beeinträchtigungen und Erhaltung der landschaftlichen Vielfalt durch die land- und forstwirtschaftliche Nutzung. Lebensräume der FFH- und Vogelschutzrichtlinie. | ⊙        | 622,5         | 2. Okt. 2006  |
| Legende für Landschaftsschutzgebiet |      |                       | |          |               |               |